# Дунляо
Дунля́о (кит. упр. 东辽, пиньинь Dōngliáo) — уезд городского округа Ляоюань провинции Гирин (КНР). Название уезда связано с тем, что здесь находится исток реки Дунляохэ.

## История
При империи Цин это были места для императорской облавной охоты, и селиться здесь запрещалось. В 1878 году мукденский цзянцзюнь предоставил ко двору прошение о снятии запрета, и в 1896 году запрет был снят. В 1902 году здесь было официально создан уезд уезд Сиань (西安县, «Западное спокойствие»), подчинённый Хайлунской управе (海龙府) провинции Фэнтянь. В 1903 году был построен административный центр уезда Сиань.
После образования марионеточного государства Маньчжоу-го в нём довольно часто происходили изменения административно-территориального деления, и в 1941 году уезд Сиань попал в состав новосозданной провинции Сыпин. По окончании Второй мировой войны было формально восстановлено старое административно-территориальное деление Китайской республики.
В 1945 году уезд Сиань, чтобы избежать путаницы с уездом Сиань в провинции Шэньси, был переименован в уезд Бэйфэн (北丰县), но вскоре ему вернули прежнее название. С ноября 1945 года уезд Сиань попал в состав новосозданной провинции Ляобэй.
1 октября 1948 года административный центр уезда Сиань был преобразован в город Сиань (西安市), который с мая 1949 года попал в состав новосозданной провинции Ляодун, а с июля стал городом провинциального подчинения (при этом в нём по-прежнему находилось и правительство уезда Сиань).
3 апреля 1952 года, чтобы избежать путаницы с городом Сиань в провинции Шэньси, Сиань был переименован в Ляоюань. В 1954 году город Ляоюань, уезд Сиань и уезд Дунфэн были включены в состав специального района Тунхуа провинции Гирин, где Ляоюань стал городом провинциального подчинения. 1 августа 1956 года уезд Сиань был переименован в уезд Дунляо. В 1958 году Ляоюань, Дунфэн и Дунляо были переведены в состав специального района Сыпин.
23 марта 1959 года уезд Дунляо был расформирован и преобразован в район города Ляоюань, но 28 мая 1962 года был восстановлен; 14 мая 1969 года уезд Дунляо опять был превращён в район города, а 22 января 1976 года опять восстановлен в качестве уезда. 29 января 1980 года уезд Дунляо был расформирован в третий раз, и его территория опять была включена в состав города Ляоюань.
3 октября 1983 года город Ляоюань был преобразован в городской округ Ляоюань, состоящий из районов Луншань и Сиань, и уездов Дунляо (появившегося вновь) и Дунфэн.

## Административное деление
Уезд Дунляо делится на 9 посёлков и 4 волости.

## Соседние административные единицы
Уезд Дунляо граничит со следующими административными единицами:
- Уезд Дунфэн (на востоке)
- Провинция Ляонин (на юго-западе)
- Городской округ Сыпин (на северо-западе)
- Полностью окружает районы Луншань и Сиань